# Vaixell mercant

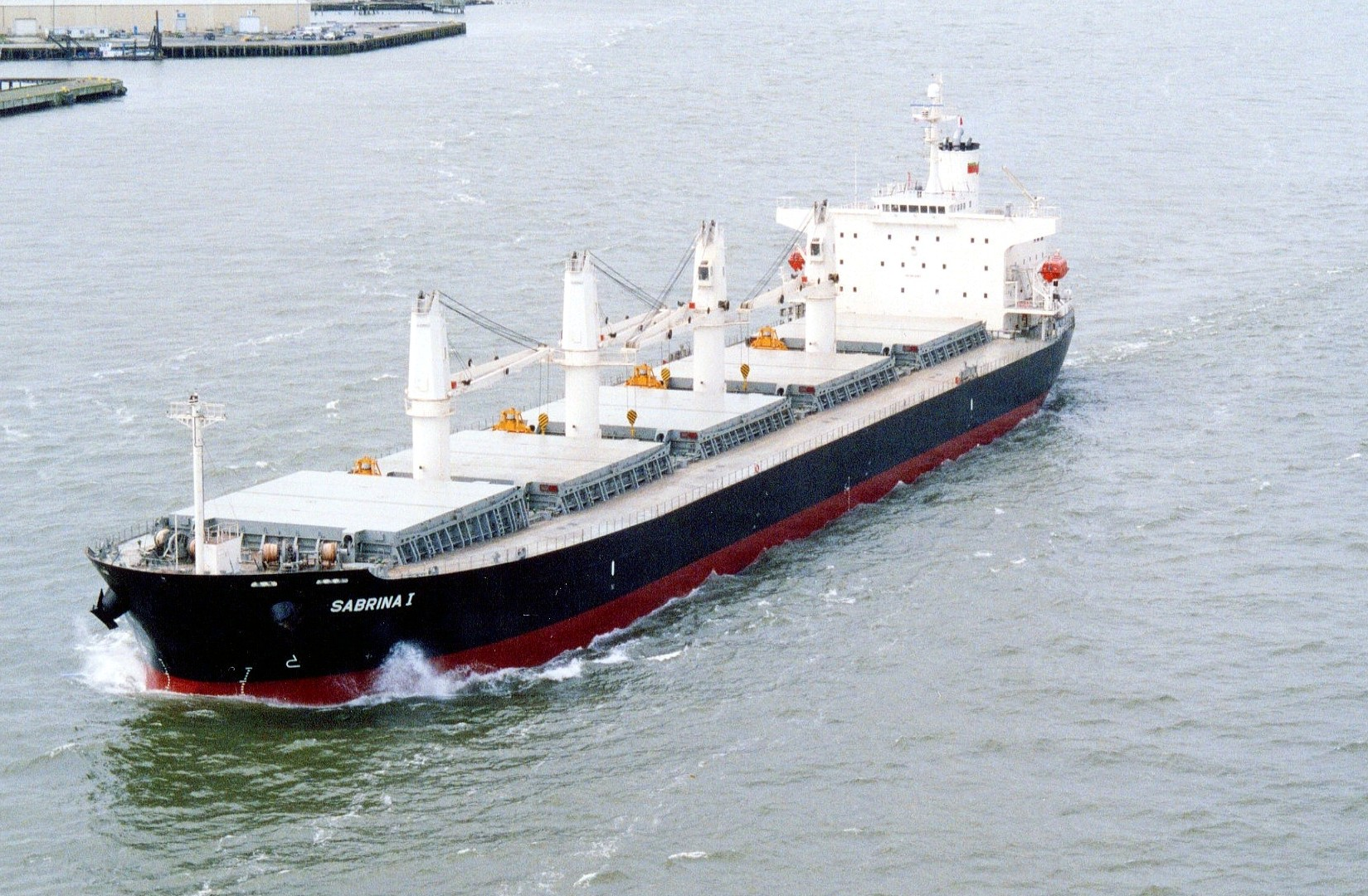
El vaixell mercant Sabrina I, és un bulk-carrier perquè porta productes a granel a la seva bodega.

Tot vaixell no englobat en l'Armada, exceptuant els d'esbarjo, és en principi un vaixell mercant, tot i que bàsicament aquesta definició només engloba els dedicats al transport de passatgers o mercaderies.

## Tipus de vaixells mercants

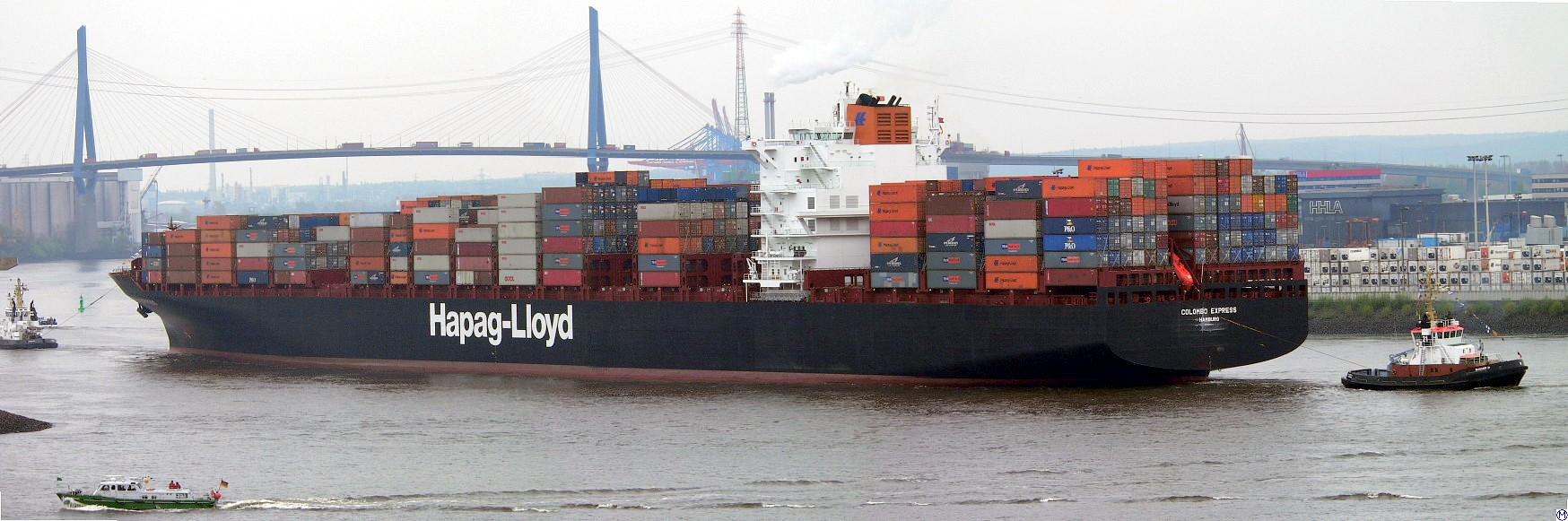
El Colombo Express és un dels vaixells portacontenidors més grans del món.

Hi ha molts tipus de vaixells mercants, bàsicament:
- Vaixell de càrrega general, que fins fa poc van ser els amos dels mars, però que actualment representen una petita fracció.
- Bulk-carrier, per a les càrregues sòlides a granel. La seva mida varia des de 2.000 o 3.000  TPM fins a les 400.000 TPM.
- Petrolier, des de petits vaixells de 500 TPM fins als superpetroliers de 550.000 TPM. Es divideixen també pel tipus de càrrega transportada, petroli cru, productes, etc.
- Metaner des de petits LPG de 500 metres cúbics fins a grans vaixells amb capacitat de 260.000 metres cúbics (la mida d'aquests vaixells es dona habitualment en unitats de volum).
- Quimiquer, per a tota mena de transport de productes químics. Solen tenir molts tancs per poder transportar diferents productes.
- Vaixell portacontenidors, per transportar contenidors amb les mercaderies més diverses; mouen el comerç internacional, ja que han fet que el preu del transport s'abarateixi en gran manera. La seva mida es mesura per  TEU, equivalent a un contenidor de 20 peus. FEU, equivalent a un contenidor de 40 peus. N'hi ha des de 100 TEU fins monstres d'uns 13.000 TEU.
- Vaixell frigorífic, especialitzat en transport càrregues refrigerades, generalment productes alimentaris.
- Vaixell de càrrega
- Ro-ro o vaixell de càrrega horitzontal, transporta carregament rodant; han abaratit el transport de cotxes o material rodant. Es mesuren per la quantitat de vehicles que poden transportar.
- Creuer, que han conegut un gran auge per la proliferació de turisme marítim.
- Transbordador (també anomenat ferri), per transportar mercaderies, passatgers i els seus vehicles en distàncies relativament curtes.
- Mercant armat